# Cortal d'Avinyó
Cortal d'Avinyó és una masia del municipi de Castelló d'Empúries (Alt Empordà) inclosa en l'Inventari del Patrimoni Arquitectònic de Catalunya.

## Descripció
Cortal situat a la zona sud del Parc Natural dels Aiguamolls de l'Empordà, a escassos metres del camí rural natural que porta a El Cortalet, centre d'informació i oficina del parc.
Conjunt d'edificacions construïdes en diverses etapes i formada per tres grans cossos aïllats, que alhora tenen altres cossos adossats. Els dos cossos situats a la banda est estan destinats a les tasques agrícoles. Són construccions senzilles, de planta rectangular i amb la teulada a dues vessants de teula àrab, amb encavallada de fusta interior. L'únic element destacable d'ambdues construccions és el carener de la teulada, el qual es troba realçat en tots dos edificis. L'altre cos està format per diverses crugies adossades. Actualment, el cos principal està situat a l'oest i fou construït l'any 1906. Es tracta d'un edifici de planta rectangular, amb teulada a quatre vessants i un doble ràfec de dents de serra rematat amb un altre doble ràfec de teula àrab. A les cantonades hi ha tres garites octogonals més una torre de planta quadrada adossada al costat nord-est, la qual també compta amb una teulada a quatre vessants amb el mateix tipus de ràfec que el cos principal. Consta de planta baixa, primera planta i altell. Les façanes combinen l'arrebossat de les plantes inferiors amb l'aparell de maó vist de l'altell i tenen les obertures distribuïdes formant eixos verticals. La separació entre la planta baixa i la planta pis es fa mitjançant una cornisa bastida amb rajoles decorades en motius vegetals. Al nivell de la planta baixa es documenta un sòcol de pedra vista rematat per una motllura de maó, que arriba fins a l'alçada de l'ampit de les finestres. En general, totes les obertures estan decorades amb uns marcs dentats bastits amb maons, que també es documenten a les cantonades de l'edifici. A la planta baixa les obertures són rectangulars i estan rematades amb un petit arc rebaixat, que forma part de l'emmarcament de maó. A la primera planta, les finestres també són rectangulars i amb guardapols a la part superior del marcs. L'altell compta amb petites finestres d'arc apuntat agrupades en grups de tres, a manera de galeria. Per sobre, la cornisa està formada per una filada de rajoles decorades amb motius florals.
Adossat a la banda est d'aquest cos principal es documenta un petit nucli format per tres crugies adossades, construïdes al voltant d'un pati amb tanca. El cos situat a la banda oest és de planta rectangular, amb coberta a dues vessants i manté la mateixa tipologia decorativa que el cos principal en la seva façana principal, la qual inclou un porxo-balcó davanter i testera esglaonada com a coronament. El cos situat al mig del pati, adossat en perpendicular a l'anterior, es caracteritza per tenir un doble porxo situat a la planta baixa i a la primera planta format per tres grans arcs carpanells bastits amb maons. El cos adossat a l'est està bastit amb un parament de pedra sense treballar i maons. Combina obertures rectangulars de maons i una finestra quadrada adovellada, la qual probablement formaria part d'una de les primeres construccions del conjunt.

## Història
Els cortals eren unitats formades per una casa o masia, les construccions annexes i els terrenys que les rodejaven, dedicats a algun aspecte de l'agricultura o la ramaderia. La paraula cortal deriva precisament del mot llatí curtis que, entre altres significats, serveix per designar un espai tancat per guardar-hi el bestiar. Es tenen notícies de l'existència de cortals ja en el segle xiv, i és molt probable que encara datin de més antic. Les edificacions dels cortals primarencs estaven formades per la casa pròpiament dita, la jassa i el corral. La jassa era una construcció de forma allargada i tancada per tres murs, mentre que la quarta paret, orientada al sud, restava oberta. Era l'edifici destinat a guardar-hi el bestiar boví. El corral, en canvi, estava tancat pels quatre costats i només tenia una porta orientada al migdia i estava destinat a tancar-hi el bestiar oví. Els últims cinc cortals que hi havia a Castelló fins just abans de la construcció d'Empuriabrava estaven formats per diferents edificacions agrupades al voltant d'un pati. A més de l'habitatge dels masovers, molt semblant a la masia tradicional tot i que una mica més gran, hi havia els estables i els corrals per als animals i els magatzems i coberts on es guardava la collita o la userda. Les grans extensions de terres que els envoltades estaven destinades, en els últims anys, exclusivament a l'agricultura.
La primera font escrita que es documenta, és a l'inventari de béns immobles del patrimoni Fontdevila-Roure, del 16 de gener de 1744, on consta el Cortal Avinyó de Castelló d'Empúries, com a patrimoni de la casa Fontdevila. Aquest s'incorpora al patrimoni de la família de Caramany, pel casament entre l'hereu Antoni de Caramany i la pubilla Narcisa Fontdevila i Roure. Posteriorment, el dia 1 de maig de 1791 es realitza un l'inventari post-mortem dels béns de Salvador de Caramany pres per Josep Francesc de Caramany, amb d'intervenció del notari de Girona Bonaventura Bou on surt mencionat l'heretat.
El 1842 es té constància del testament de Josep Maria de Caramany Ros i de Camps, on dona la casa del carrer dels Ciutadans de Girona, la casa del carrer del Carbonar de Castelló i els Cortals d'Avinyó i Savarrés en benefici de la seva filla Ramona.
L'evolució arquitectònica del Cortal d'Avinyó queda palesa en les diferents fases constructives: la primera construcció té la planta en forma de L al voltant d'un cortal. Posteriorment, al costat de ponent d'aquesta construcció, s'hi va adossar una altra planta simètrica amb dos cossos paral·lels que deixen un pati al mig, units per un cos perpendicular situat al costat nord. La tercera construcció, realitzada l'any 1906 per l'arquitecte Josep Azemar, és un edifici de caràcter modernista de forma rectangular amb garites als tres cantons i una torre a l'extrem nord-est. La coberta és a quatre aigües, tant a l'edifici gran com a la torre adossada.